# Pagaronia taishakuana
Pagaronia taishakuana är en insektsart som beskrevs av Toyohi Okada 1978. Pagaronia taishakuana ingår i släktet Pagaronia och familjen dvärgstritar. Inga underarter finns listade i Catalogue of Life.